# 쿤밍 우자바 국제공항
쿤밍 우자바 국제공항(중국어: 昆明巫家坝国际机场, IATA: KMG, ICAO: ZPPP)은 중화인민공화국 윈난성 쿤밍 동남부에 위치한 공항이다. 1923년에 건설되었고, 1958년, 1993년, 1998년 세 차례에 걸쳐 확장공사를 하였다. 2012년 6월 28일에 쿤밍 창수이 국제공항이 개항 되면서 폐쇄되었다.

## 같이 보기
- 중화인민공화국의 공항 목록